# 旭川ゴルフ倶楽部
旭川ゴルフ倶楽部（あさひかわゴルフくらぶ）は、北海道旭川市にあるゴルフ場である。

## 概要
1955年（昭和30年）頃、北海道旭川の国策パルプ株式会社（現・日本製紙株式会社）旭川工場長で旭川商工会議所の会頭の南喜一（後・初代理事長）が、旭川はいずれ50万都市になる、ゴルフ場とホテルが必要になると提案したことが始まり（なおホテルは、後にニュー北海ホテルとして実現する）。1956年（昭和31年）になり、南喜一のゴルフ場の建設提案が具体化となり、ゴルフ場の建設候補地として神居町台場の原野が取得された。
コース設計は、国策パルプ加藤英夫（後・社長）に決まった。コース造成工事の工事監督には、「龍ヶ崎カントリー倶楽部」（1958年（昭和33年）開場、設計・井上誠一）のヘッドプロ・井川栄造に決定した。井川栄造は、小樽銭函に生まれ育った。1956年（昭和31年）9月17日、新たなゴルフ場の建設に向けて母体会社「株式会社旭川ゴルフ倶楽部」が設立され、山崎清軒が社長に就任した。
1957年（昭和32年）8月3日、9ホール、距離3,050ヤード、パー35のゴルフ場が開場された。1965年（昭和40年）、9ホールが増設され、18ホール、距離アウトコース2,840ヤード、パー35、インコース2,364ヤード、パー33、距離計5,204ヤード、パー68のゴルフ場が完成した。
1969年（昭和44年）7月、コースの大改造が行われ、国鉄神居古潭トンネル工事で発生した残土をコース内の谷に埋め、コースの起伏を均すなどの工事を行った。コースが開場されたときは、4ホールに谷越えがあるとゆう地形だった。
コースは、自然に囲まれたロケーションに位置し、全体的に距離は短いがバリエーションのあるレイアウトである。北海道内のゴルフ場の中では第3番目に歴史のあるコースである。また、フェアウェイの真ん中に木が植わっていたり、ドッグレッグホールが多く戦略的なコースである。

## 所在地
〒070-8022 北海道旭川市神居町台場326番地

## コース情報
- 開場日 - 1957年8月3日
- 設計者 - 加藤 英夫
- 面積 -660,000m2（約19.9万坪）
- コースタイプ - 丘陵コース
- コース - 18ホールズ、パー70、5,947ヤード、コースレート70.4
- フェアウェー - コウライ
- ラフ - ノシバ
- グリーン - 1グリーン、ベント
- ラウンドスタイル - 全組キャディ付、歩いてのラウンド、1組4人原則、状況によりツーサム可
- 練習場 - 30打席200ヤード
- 休場日 - 無休、11月10日〜4月下旬冬期間クローズ[3][4]

## クラブ情報
- ハウス面積 - 2,655m2（803.1坪）
- ハウス設計 - 株式会社 中原建設設計事務所
- ハウス施工 - 国策建設 株式会社・株式会社 広野組[3][4]

## ギャラリー
- コース - 「旭川ゴルフ倶楽部」、コース案内、2021年9月26日閲覧
- ハウス - 「旭川ゴルフ倶楽部」、施設案内、2021年9月26日閲覧

## 交通アクセス
- 鉄道 - 函館本線（JR北海道） - 旭川駅より タクシー利用 約15分[5]
- 道路 - 道央自動車道 - 旭川鷹栖ICより 8km 約10分[5]

## エピソード
- 旭川ゴルフ倶楽部は、起伏の大きいコースだったため、中村寅吉プロがラウンドしたとき、OBを連発してハーフ45でホールアウトし、二度と来るかと怒ったという[1]。

## 関連文献
- 『ゴルフ場ガイド 東版』、2006-2007、「旭川ゴルフ倶楽部」、東京 ゴルフダイジェスト社、2006年5月、2021年9月26日閲覧
- 『美しい日本のゴルフコース BEAUTIFUL GOLF CULTURE IN JAPAN 日本のゴルフ110年記念 ゴルフは日本の新しい伝統文化である』、ゴルフダイジェスト社「美しい日本のゴルフコース」編纂委員会編、「旭川GCの歴史は昭和6年誕生、北海道4番目の旭山ゴルフ場にさかのぼる」、東京 ゴルフダイジェスト社、2013年12月、2021年9月26日閲覧